# Ortelle
Ortelle är en ort och kommun i provinsen Lecce i regionen Apulien i Italien. Kommunen hade 2 399 invånare (2017).